# Ctenerpeton
Ctenerpeton remex es una especie extinta de lepospóndilo (pertenecientes al grupo Nectridea) que vivió a finales del período Carbonífero en lo que hoy son los Estados Unidos.